# سوا کورپوریشن
سوا کورپوریشن (انگلیسی: Suva Corporation) شرکت بیمه سوئیسی است، که در سال ۱۹۱۸ تأسیس شد.